# 2024년 하계 올림픽 콩고 공화국 선수단
콩고공화국은 2024년 7월 26일부터 8월 11일까지 파리에서 열리는 2024년 하계 올림픽에 출전했다. 콩고 선수들은 1964년 도쿄 올림픽에서 데뷔한 이후 1968년 멕시코시티 하계 올림픽과 1976년 하계 올림픽을 제외한 모든 경기에 출전한다. 아프리카 보이콧으로 인해 몬트리올 하계 올림픽이 열렸다.

## 출전 선수
| 종목 | 남자 | 여자 | 전체 |
| ---- | ---- | ---- | ---- |
| 육상 | 0    | 1    | 1    |
| 수영 | 1    | 1    | 2    |
| 탁구 | 1    | 0    | 1    |
| 전체 | 2    | 2    | 4    |

## 매달 집계
| 종목 | 1 | 2 | 3 | 합계 |
| 종목 | ' | ' | ' | '    |
| 종목 | ' | ' | ' | '    |
| 종목 | ' | ' | ' | '    |
| 합계 | ' | ' | ' | '    |

## 같이 보기
- 2024년 하계 올림픽